# مفاصل بين سلاميات القدم
مفاصل بين سلاميات القدم (بالإنجليزية: Interphalangeal joints of foot)‏ توجد بين سلامى (عظام) أصابع القدم. بما أن إصبع القدم الكبير له عظمتين فقط (سلامى القريبة والبعيدة)، لديها فقط مفصل بينية واحدة، والذي غالبا ما يتم اختصاره باسم «مفصل IP» (بالإنجليزية: IP joint)‏. تحتوي بقية أصابع القدم على ثلاثة عظام سلامية (السلامى القريبة والمتوسطة والبعيدة)، بحيث يكون لديهم مفصلان بين دعامتين: المفصل المشترك بين الدعامات بين السلامى القريبة والوسطى (اختصار "PIP joint") والمفصل بين السلامي البعيدة بين الكتائب الوسطى والبعيدة (مختصر "DIP joint"). جميع المفاصل بين السلامية هي مفصل رزي (بالإنجليزية: ginglymoid)‏، ولكل منها جانب سفلي واثنين من الأربطة الجانبية. في ترتيب هذه الأربطة، فإن الأوتار الباسطة تزود أماكن الأربطة الظهرية، التي تشبه تلك الموجودة في المفاصل المشطية السلامية.

## الحركات
الحركات الوحيدة المسموح بها في مفاصل الأصبع هي الثني والبسط؛ هذه الحركات أكثر اتساعاً بين السلامى الأولى والثانية، اما الثانية والثالثة اقل اتساعاً. الثنية الطويلة لإبهام القدم والثنية الطويلة للأصابع تربط المفصل المشترك بين الأصابع في إصبع القدم الكبير وأربعة أصابع جانبية، على التوالي. الأوتار من كل من هذه العضلات تعبر لأنها تصل إلى مرفقاتها البعيدة. وبعبارة أخرى، تنشأ الثنية الطويلة للقدم بشكل جانبي، في حين ينشأ الثنية للأصابع في الوسط.
كمية انثناء كبيرة جدا، ولكن التمديد محدود من الأربطة الأخمصية والمشطية.